# هربرت غوتوفسكي
هربرت ساندر غوتوفسكي (بالإنجليزية: Herbert S. Gutowsky)‏ (من 8 نوفمبر 1919 إلى 13 يناير 2000) كيميائي أمريكي كان أستاذًا للكيمياء في جامعة إلينوي في أوربانا شامبين. كان غوتوفسكي أول من استخدم طرق الرنين المغناطيسي النووي (NMR) في مجال الكيمياء. لقد استخدم مطيافية الرنين المغناطيسي النووي لتحديد بنية الجزيئات. طور عمله الرائد التحكم التجريبي في الرنين المغناطيسي النووي كأداة علمية، وربط الملاحظات التجريبية مع النماذج النظرية، وجعل الرنين المغناطيسي النووي واحدًا من أكثر الأدوات التحليلية فعالية لتحليل التركيب الجزيئي وديناميات السوائل والمواد الصلبة والغازات المستخدمة في الكيماويات والبحث الطبي، كان عمله وثيق الصلة بحل المسائل في الكيمياء والكيمياء الحيوية وعلوم المواد، كما أثر على العديد من الحقول الفرعية من مطيافية الرنين المغناطيسي النووي الأحدث.